# Kejžlice
Kejžlice är en ort i Tjeckien.   Den ligger i regionen Vysočina, i den centrala delen av landet, 90 km sydost om huvudstaden Prag. Kejžlice ligger 464 meter över havet och antalet invånare är 317.
Terrängen runt Kejžlice är platt åt sydost, men åt nordväst är den kuperad. Runt Kejžlice är det ganska glesbefolkat, med 45 invånare per kvadratkilometer. Närmaste större samhälle är Humpolec, 5,9 km söder om Kejžlice. I omgivningarna runt Kejžlice växer i huvudsak blandskog.